# Canton d'Honfleur
Le canton d'Honfleur est une ancienne division administrative française située dans le département du Calvados et la région Basse-Normandie.
Avec le redécoupage cantonal de 2014, la commune de Honfleur est devenue le bureau centralisateur du nouveau canton de Honfleur-Deauville.

## Géographie
Ce canton était organisé autour de Honfleur. Son altitude variait de 0 m (Ablon) à 153 m (Saint-Gatien-des-Bois) pour une altitude moyenne de 94 m.

## Histoire
Du 17 février 1800 au 10 septembre 1926, ce canton faisait partie de l'arrondissement de Pont-l'Évêque. Il a ensuite fait partie de l'arrondissement de Lisieux.

## Représentation

### Conseillers d'arrondissement (de 1833 à 1940)
Le canton d'Honfleur avait deux conseillers d'arrondissement.
Il faisait partie de l'arrondissement de Pont-l'Évêque, jusqu'à sa disparition en 1926.
| Période                                  | Période      | Identité                                                    | Étiquette               | Qualité |
| ---------------------------------------- | ------------ | ----------------------------------------------------------- | ----------------------- | --- |
| 1833                                     | 1839         | M. Goupil                                                   |                         | Propriétaire à Saint-Gatien                                                                                 |
| 1833                                     | 1845         | Jacques Raoul Philogène Lachèvre (1798-1872)                |                         | Lieutenant d'artillerie, propriétaire à Honfleur, maire de 1835 à 1846                                      |
| 1839                                     | 1842         | Olivier Lecarpentier (1788-1851)                            |                         | Négociant, ancien maire de Honfleur                                                                         |
| 1842                                     | 1845 (décès) | Jean-Pierre Petit (1774-1845)                               |                         | Maire de Saint-Gatien                                                                                       |
| 1845                                     | 1848         | Pierre-François-Edmond Tullou                               |                         | Juge suppléant, avocat à Pont-l'Évêque                                                                      |
| 1845                                     | 1848         | M. Bourdel                                                  |                         | Avocat à Honfleur                                                                                           |
| 1848                                     | 1852         | Léonard-Thomas de Lamarche de Manneville                    |                         | Avocat à Honfleur                                                                                           |
| 1848                                     |              | Victor Bréard (1784-1866)                                   |                         | Notaire à Honfleur, propriétaire à Équemauville                                                             |
| 1852                                     | 1878 (décès) | Alfred Hippolyte Pimont de Cécire de Honnaville (1810-1878) |                         | Maire de Gonneville-sur-Honfleur (1852-1878)                                                                |
|                                          |              |                                                             |                         | |
| 1871                                     | 1880         | Louis Édouard Lepicque                                      |                         | Ancien banquier, Honfleur                                                                                   |
| 1878                                     | 1890 (décès) | Jean Joseph Famette (1831-1890)                             |                         | Géomètre aux chemins de fer, propriétaire à Genneville puis à Quetteville                                   |
| 1880                                     | 1888         | Édouard Massart (1841-1930)                                 |                         | Docteur-médecin à Honfleur                                                                                  |
| 1888                                     | 1892         | Eugène Aubert                                               |                         | Négociant à Honfleur                                                                                        |
| 1890                                     | 1925         | Alfred Gervais (1855-1934)                                  | RG                      | Employé de commerce, maire de Saint-Gatien, président du conseil d'arrondissement                           |
| 1892                                     | 1901         | Paul Victor Dumont (1843-1923)                              |                         | Propriétaire, adjoint au maire de Honfleur, président du conseil d'arrondissement                           |
| 1901                                     | 1907         | Adolphe Vivien                                              | Républicain modéré      | Maire d'Équemauville, président du conseil d'arrondissement                                                 |
| 1907                                     | 1910         | Louis Baudry                                                | RG                      | Maire de Honfleur                                                                                           |
| 1910                                     | 1918 (décès) | Gustave Frémont (1864-1918)                                 | Républicain démocrate   | Marchand grainetier, adjoint au maire de Honfleur                                                           |
| 1918                                     | 1919         | siège vacant                                                |                         | |
| 1919                                     | 1925         | Louis-Emmanuel Ballé                                        |                         | Ancien adjoint au maire de Honfleur, secrétaire de la chambre de commerce                                   |
| 1925                                     | 1931         | Georges Chesneau                                            | Union républicaine      | Avocat, maire de Honfleur (1925-1933)                                                                       |
| 1925                                     | 1940         | Laurent Mautor (1879-1946)                                  | Union républicaine      | Propriétaire, maire de Pennedepie                                                                           |
| 1931                                     | 1937         | Georges Bréhier                                             | RG                      | Médecin, maire de Honfleur                                                                                  |
| 1937                                     | 1940         | Georges Beaumer                                             | Républicain indépendant | Notaire à Honfleur                                                                                          |
| 1940                                     |              |                                                             |                         | Les conseils d'arrondissement ont été suspendus par la loi du 12 octobre 1940 et n'ont jamais été réactivés |
| Les données manquantes sont à compléter. |              |                                                             |                         | |

### Conseillers généraux de 1833 à 2015
| Période | Période          | Identité                         | Étiquette   | Qualité |
| ------- | ---------------- | -------------------------------- | ----------- | --- |
| 1833    | 1845             | Olivier Lecarpentier             |             | Maire de Honfleur (1830-1835)                                                                                             |
| 1845    | 1848             | Jacques Raoul Philogène Lachèvre |             | Officier d'artillerie, maire de Honfleur (1835-1846), sous-préfet de Lisieux (1848-1855), conseiller d'arrondissement     |
| 1848    | 1851 (décès)     | Olivier Lecarpentier             |             | Négociant, maire de Honfleur (1849-1851), ancien conseiller d'arrondissement                                              |
| 1852    | 1880             | Alfred Luard                     | Droite      | Maire de Honfleur (1851-1879)                                                                                             |
| 1880    | 1889 (décès)     | Félix Chasle                     | Républicain | Maire de Honfleur (1879-1884)                                                                                             |
| 1889    | 1904             | Henri-Carolin Butel              | Républicain | Maire de Honfleur (1889-1899)                                                                                             |
| 1904    | 1910             | Gustave Blanchet (1844-1917)     | Républicain | Négociant, maire de Honfleur (1904-1905)                                                                                  |
| 1910    | 1917 (décès)     | Louis Baudry                     | RG          | Maire de Honfleur (1907-1917), conseiller d'arrondissement                                                                |
| 1917    | 1919             | siège vacant                     |             | |
| 1919    | 1921 (démission) | Carl Ullern (1880-1941)          |             | Ingénieur chimiste, pisciculteur, agriculteur, maire de Honfleur (1919-1921)                                              |
| 1921    | 1928             | Léon Gosselin-Fouché             | RG          | Propriétaire, maire de Honfleur (1921-1925)                                                                               |
| 1928    | 1940             | Pierre Debeyre                   | URD-RG      | Médecin, maire d'Ablon |
|         |                  |                                  |             | |
| 1943    | 1945             | Edmond Duchesne                  |             | Chef d'entreprise Maire de Honfleur (1933-1944), nommé conseiller départemental en 1943                                   |
|         |                  |                                  |             | |
| 1945    | 1951             | Maurice Delange (1904-1984)      | DVD-RPF     | Boucher Maire de Honfleur (1947-1971)                                                                                     |
| 1951    | 1967 (décès)     | Pierre Debeyre                   | Rad.        | Médecin à Ablon |
| 1967    | 1976             | André Roux                       | DVD         | Notaire Conseiller municipal d'Honfleur                                                                                   |
| 1976    | 1994             | Marcel Liabastre (1923-2007)     | DVD         | Chef d'entreprise Maire de Honfleur (1971-1995)                                                                           |
| 1994    | 2015             | Michel Lamarre                   | DVD         | Agent de gestion Maire de Honfleur (depuis 1995) Vice-président du conseil général Président de Pays d'Auge Environnement |

Le canton participait à l'élection du député de la quatrième circonscription du Calvados.

## Composition

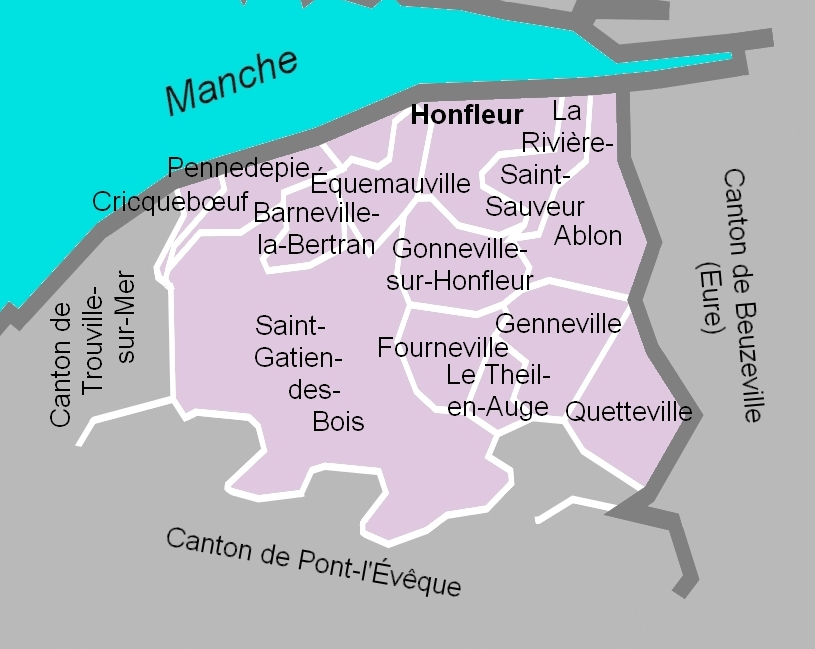
La carte des communes du canton. Les cantons limitrophes étaient ceux de Beuzeville, de Pont-l'Évêque et de Trouville-sur-Mer.

Le canton de Honfleur comptait 17 367 habitants en 2012 (population municipale) et regroupait treize communes :
- Ablon ;
- Barneville-la-Bertran ;
- Cricquebœuf ;
- Équemauville ;
- Fourneville ;
- Genneville ;
- Gonneville-sur-Honfleur ;
- Honfleur ;
- Pennedepie ;
- Quetteville ;
- La Rivière-Saint-Sauveur ;
- Saint-Gatien-des-Bois ;
- Le Theil-en-Auge.

À la suite du redécoupage des cantons pour 2015, toutes les communes sont rattachées au nouveau canton de Honfleur-Deauville.

### Anciennes communes
Les anciennes communes suivantes étaient incluses dans le canton de Honfleur :
- Le Mont-Saint-Jean, absorbée en 1801 par Saint-Gatien-Mont, devenant Saint-Gatien-des-Bois en 1957.
- Ableville et Crémanville, absorbées en 1809 par Ablon.
- Saint-Martin-le-Vieux, absorbée en 1813 par Genneville.

Le canton comprenait également une commune associée :
- Vasouy, associée à Honfleur depuis le 1er avril 1973.

## Démographie
| 1962   | 1968   | 1975   | 1982   | 1990   | 1999   | 2006   | 2011   | 2012   |
| ------ | ------ | ------ | ------ | ------ | ------ | ------ | ------ | ------ |
| 14 978 | 15 088 | 15 027 | 15 029 | 15 669 | 15 933 | 16 715 | 17 266 | 17 367 |